# Làmpada Nernst

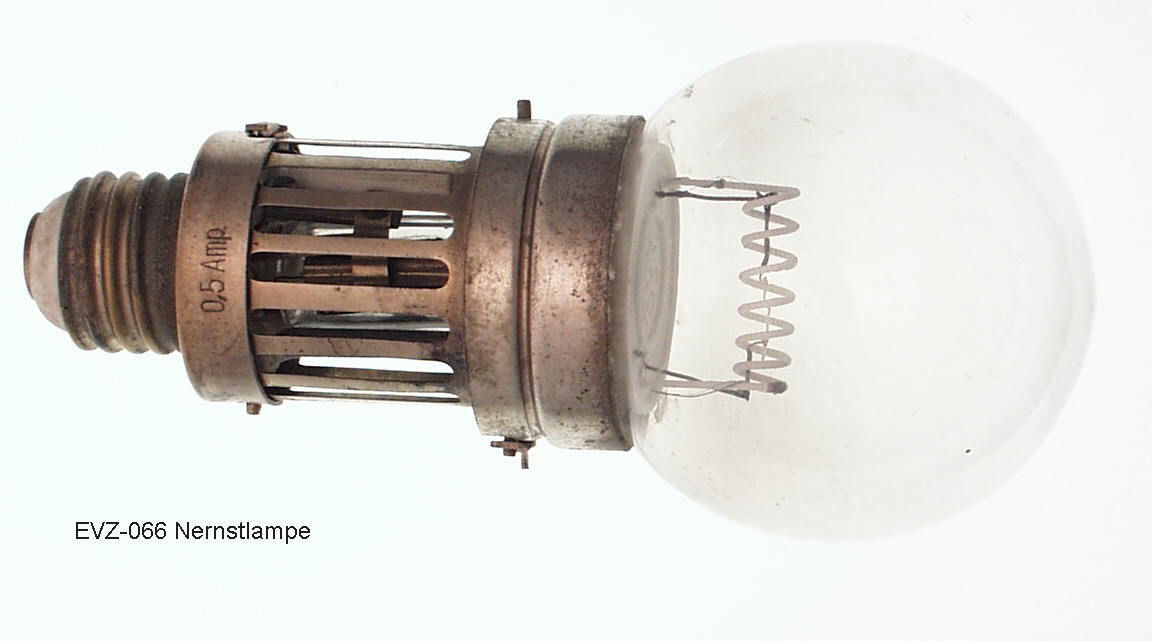
Làmpada Nernst, completa, model B amb clox, llum DC 0,5 amperes, 95 volts

La làmpada Nernst va ser una de les primeres formes de llum incandescent. Es basa en un principi d'escalfament d'un material ceràmic, semblant al fenomen que es produeix en un calefactor PTC.

## Construcció

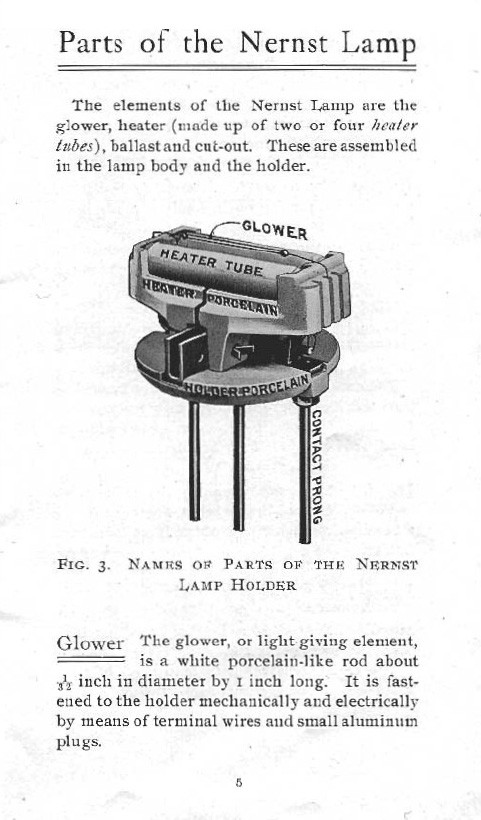
Diagrama d'una làmpada Nernst de 1903. El filament ceràmic que emet llum tal com s'escalfa un calefactor PTC

Les làmpades Nernst no utilitzaven un filament de tungstè brillant. En lloc d'això, van utilitzar una vareta de ceràmica que s'escalfava fins la incandescència. Com que la vareta (a diferència del filferro de tungstè) no s'oxidava encara més quan s'exposava a l'aire, no hi havia necessitat de tancar-la dins d'un entorn de buit o de gas noble ; els cremadors de les làmpades Nernst podien funcionar exposats a l'aire i només estaven tancats en vidre per aïllar l'emissor incandescent calent del seu entorn. Es va utilitzar una ceràmica d' òxid de zirconi - òxid d'itri com a vareta brillant.

## Eficiència
Desenvolupades pel físic i químic alemany Walther Nernst el 1897 a la Universitat de Göttingen, aquestes làmpades tenien aproximadament el doble d'eficàcia que les làmpades de filament de carboni i emetien una llum més "natural" (més semblant en l'espectre a la llum del dia ). Les làmpades es van comercialitzar amb força èxit durant un temps, tot i que finalment van perdre davant la bombeta incandescent de filament de tungstè més eficient. Un desavantatge del disseny de Nernst era que la vareta de ceràmica no era conductora elèctricament a temperatura ambient, de manera que les làmpades necessitaven un filament d'escalfador separat per escalfar suficientment la ceràmica per començar a conduir l'electricitat.

## Fabricació
Als Estats Units, Nernst va vendre la patent a George Westinghouse, que va fundar la Nernst Lamp Company a Pittsburgh el 1901. Els minerals per a la producció dels glowers s'extreien de les pròpies mines de la companyia al mític Barringer Hill, Texas (des de 1937 submergit sota les aigües del llac Buchanan ). El 1904 s'havien posat en servei un total de més de 130.000 làmpades Nernst a tot el país.
A Europa, les làmpades van ser produïdes per l'alemanya Allgemeine Elektrizitäts-Gesellschaft ( AEG, General Electricity Company) a Berlín. A l'Exposició Universal de 1900 celebrada a París, el pavelló de l'AEG va ser il·luminat amb 800 làmpades Nernst, que es deia que era força espectacular en aquell moment.

## Ús científic
A part del seu ús per a la il·luminació elèctrica ordinària, les làmpades Nernst es van utilitzar en un dels primers sistemes pràctics de facsímil fotoelèctric de llarga distància ( fax ), dissenyat pel professor Arthur Korn el 1902, com també en la làmpada d'escletxa original d'Allvar Gullstrand (1911) que s'utilitza en oftalmologia per permetre als metges veure l'interior de l'ull dels pacients i que va contribuir al premi Nobel de Gullstrand.
Fins i tot després que les làmpades Nernst esdevinguessin obsoletes com a làmpades de llum visible, els "brillants Nernst" es continuen utilitzant com a font d'emissió d'infrarojos utilitzada en dispositius d'espectroscòpia IR. La seva emissió d'infrarojos els fa ineficients com a fonts de llum visible, però perfectes per a aplicacions d'espectroscòpia IR. Els Globars de carbur de silici s'utilitzen ara per a aquest propòsit, ja que són conductors fins i tot a temperatura ambient i, per tant, no necessiten preescalfament.